# مسلسل قضاة عظماء (الجزء الثاني)
يتناول المسلسل السيرة الذاتية لعشرة قضاة خلال فترة حكم الدولة العباسية، والذين كان لهم بصمات قوية في التاريخ الإسلامي. فضلًا عن طرح قضايا هامة لنماذج مسلمة يحتذى بها في المنهج الإسلامي، مع مناقشة القضايا المعاصرة الحالية التي تهدد استقرار المجتمعات العربية مثل  قضايا القتل والتكفير.
إخراج
عبد القادر الأطرش
مساعد المخرج
خالد هبيلة
تأليف
أحمد وليد ماردين
إنتاج
عصام طنطاوي 

## طاقم العمل
- حسام فارس
- حسناء سيف الدين
- أشرف طلبة
- طارق الدسوقي
- هشام عادل
- محمد حسن
- سوزان نجم الدين
- أحمد عبد العزيز (ممثل)
- يوسف ممدوح
- أكرم وزيري
- شريهان قطب
- سمر علي
- محمد سمير
- شمس الشرقاوي
- سيد جبر
- أحمد عاشور
- راندا إبراهيم
- عبداللطيف الطحاوي
- منقذ الأسود
- لبنى ونس
- كامل إبراهيم
- أحمد قمر
- محمد الملاح
- جلال العشري
- كاريمان مهدي
- شريف عواد
- جمال أمان
- صلاح حسن
- محمود عبدالمعطي
- صلاح المصري
- شيماء ابراهيم
- دينا مجدى
- يسري الملاح
- رضوى شريف
- اميرة ناجي
- هشام المليجي
- جمال عبد الناصر
- سيد حماقي
- هالة سرور
- محمد البياع
- نادية رشاد
- عبد الرحمن أبو زهرة
- حسن يوسف
- خالد عبدالسلام
- أحمد صبري غباشي
- أحمد أبو عميرة
- مفيد عاشور
- محمد العزيزية
- ياسمين سمير
- هيثم مرعي
- عمر شعبان
- كاظم القريشي
- كمال أبو رية
- غفران ممدوح
- حسن عيد
- معن ديركي
- عاطف سعيد
- باسم قهار
- محمد رمزي
- مارتينا عادل
- رحاب ناصر
- عبد الإمام عبد الله
- بسام علي
- إبراهيم السمان
- فكري سليم
- هلال فهمي
- سعيد المغربي